# Meagher County
Meagher County är ett administrativt område i delstaten Montana, USA, med 1 891 invånare. Den administrativa huvudorten (county seat) är White Sulphur Springs. 

## Geografi
Enligt United States Census Bureau så har countyt en total area på 6 203 km². 6 195 km² av den arean är land och 8 km² är vatten. 

### Angränsande countyn
- Cascade County, Montana - nord
- Judith Basin County, Montana - nordost
- Wheatland County, Montana - öst
- Sweet Grass County, Montana - sydost
- Park County, Montana - syd
- Gallatin County, Montana - syd
- Broadwater County, Montana - väst
- Lewis and Clark County, Montana - nordväst